# Tetracanthella reducta
Tetracanthella reducta är en urinsektsart som beskrevs av von Törne 1955. Tetracanthella reducta ingår i släktet Tetracanthella och familjen Isotomidae. Inga underarter finns listade i Catalogue of Life.